# Basilia majuscula
Basilia majuscula är en tvåvingeart som först beskrevs av Edwards 1919.  Basilia majuscula ingår i släktet Basilia och familjen lusflugor. Inga underarter finns listade i Catalogue of Life.